# Paradoxes de la mécanique quantique
La mécanique quantique est source de plusieurs paradoxes. Domaine de la physique encore en développement, la mécanique quantique a produit des constructions mathématiques qui ont pu résoudre certaines énigmes de la physique classique, mais qui se heurtent à une interprétation des phénomènes physiques impliqués. Cette construction particulière, et le fait qu'elle soit une science encore en construction, font que les postulats de la mécanique quantique génèrent plusieurs paradoxes. Voici une liste de ces paradoxes :
- Paradoxe du chat de Schrödinger : selon l'interprétation de Copenhague de la physique quantique, un chat pourrait être à la fois vivant et mort tant qu'il reste non observé.
- Paradoxe EPR (Einstein, Podolsky et Rosen) : des événements lointains peuvent-ils s'influencer mutuellement en mécanique quantique ?
- Fentes de Young : matière et énergie peuvent se comporter comme onde ou particule suivant les expériences.
- Expérience de la gomme quantique à choix retardé (ou Expérience de Marlan Scully) : extension de l'expérience des fentes de Young où l'intervention d'un détecteur « semble » modifier le passé de la particule.
- Paradoxe de Klein : quand une barrière de potentiel est suffisamment élevée, elle devient transparente !
- Paradoxe de de Broglie : la position d'une particule élémentaire n'a aucun sens tant qu'elle n'a pas été réellement mesurée.
- Effet Aharonov-Bohm : une particule chargée peut être modifiée par la présence d'un champ magnétique alors qu'elle n'est même pas en contact de ce champ.
- Inégalités de Bell : pourquoi la mesure de particules quantiques ne satisfait pas la théorie de la probabilité?
- Paradoxe de Wigner (ou l'ami de Wigner): deux observateurs se contredisent si l'un observe l'autre.
- Principe d'incertitude : connaître la position d'une particule peut perturber sa quantité de mouvement et vice-versa.